# Burst and Bloom
Burst and Bloom è un ep dei Cursive.
È il primo disco dei Cursive con la violoncellista Gretta Cohn. Le parti di violoncello sono state aggiunte in seguito alle registrazioni originali, a differenza di quanto avvenuto negli album successivi.

## Tracklist
1. "Sink to the Beat" – 4:13
2. "The Great Decay" – 4:17
3. "Tall Tales, Telltales" – 5:08
4. "Mothership, Mothership, Do You Read Me?" – 4:18
5. "Fairytales Tell Tales" – 4:02